# Eczacıbaşı Spor Kulübü (pallavolo femminile)
L'Eczacıbaşı Spor Kulübü è un club pallavolistico turco, con sede a Istanbul: milita nel campionato turco di Sultanlar Ligi e fa parte della omonima società polisportiva.

## Rosa 2024-2025
| N° | Nome              | Ruolo | Data di nascita   | Nazionalità sportiva |
| -- | ----------------- | ----- | ----------------- | -------------------- |
| 1  | Tuna Çetinay      | L     | 26 aprile 2002    | Turchia              |
| 2  | Simge Aköz        | L     | 23 aprile 1991    | Turchia              |
| 3  | Tijana Bošković   | O     | 8 marzo 1997      | Serbia               |
| 4  | Beyza Arıcı       | C     | 27 luglio 1995    | Turchia              |
| 7  | Hande Baladın     | S     | 1º settembre 1997 | Turchia              |
| 8  | Sinead Jack       | C     | 8 novembre 1993   | Turchia              |
| 9  | Alexa Gray        | S     | 7 agosto 1994     | Canada               |
| 10 | Yaprak Erkek      | S     | 2 settembre 2001  | Turchia              |
| 11 | Naz Aydemir       | P     | 14 agosto 1990    | Turchia              |
| 12 | Elif Şahin        | P     | 19 gennaio 2001   | Turchia              |
| 14 | Dana Rettke       | C     | 21 gennaio 1999   | Stati Uniti          |
| 15 | Jovana Stevanović | C     | 30 giugno 1992    | Serbia               |
| 16 | Anna Nicoletti    | O     | 3 gennaio 1996    | Italia               |
| 22 | Kathryn Plummer   | S     | 16 ottobre 1998   | Stati Uniti          |

## Palmarès
- Campionato turco: 16

1984-85, 1985-86, 1986-87, 1987-88, 1988-89, 1993-94, 1994-95, 1998-99, 1999-00, 2000-01,
2001-02, 2002-03, 2005-06, 2006-07, 2007-08, 2011-12
- Coppa di Turchia: 9

1998-99, 1999-00, 2000-01, 2001-02, 2002-03, 2008-09, 2010-11, 2011-12, 2018-19
- Supercoppa turca: 5

2011, 2012, 2018, 2019, 2020
- Campionato mondiale per club: 3

2015, 2016, 2023
- Champions League: 1

2014-15
- Coppa delle Coppe: 1

1998-99
- Coppa CEV: 2

2017-18, 2021-22